# Carlo Alberto Chiesa
Carlo Alberto Chiesa (Torino, 27 dicembre 1922 – Roma, 3 giugno 1960) è stato un regista, montatore e sceneggiatore italiano.

## Biografia
Regista pubblicitario e di attualità cinematografiche, nonché montatore e sceneggiatore, dirige nel 1951 il suo unico film a soggetto, I due sergenti, firmandone anche il soggetto e la sceneggiatura, di modesto interesse e successo. Marito della popolare attrice Isa Barzizza (che gli diede una figlia, Carlotta), il 1º giugno 1960 ebbe un grave incidente stradale sulla via Aurelia, presso Campiglia Marittima. Trasportato in ambulanza in una clinica di Roma, vi morì la mattina del 3 giugno 1960. Riposa nella cappella di famiglia nel cimitero del Verano a Roma.

## Premi e riconoscimenti
1958 - Prix Italia: Premio televisivo per il documentario Isola di Favignana.

## Filmografia

### Regia e sceneggiatore
- I due sergenti (1951)

### Sceneggiatore
- Canzoni per le strade di Mario Landi (1949)
- I cavalieri del diavolo di Siro Marcellini (1959)

### Montaggio
- Ogni giorno è domenica di Mario Baffico (1944)
- Giorni di gloria di Giuseppe De Santis, Luchino Visconti e Marcello Pagliero (1945)
- Gente del Po di Michelangelo Antonioni (1947)

## Televisione
- Album personale di Ugo Tognazzi, regia Carlo Alberto Chiesa (1954)
- Giovani d'oggi, inchiesta a puntate di Carlo Alberto Chiesa (marzo - aprile, 1960)